# Masacre de Anaconda Road
La masacre de Anaconda Road sucedió el 21 de abril de 1920 durante una huelga de mineros que se manifestaban en la ciudad de Butte, donde estaba una de las minas de cobre del estado de Montana (Estados Unidos). La autora de la masacre fue la compañía Anaconda Copper, cuyos guardianes hirieron a 16 mineros y mataron a uno de ellos, Tom Manning. Ese homicidio quedó impune.

## Huelga y masacre
El 19 de abril de 1920, Industrial Workers of the World (IWW) y Metal Mine Workers Industrial Union convocaron una huelga en las minas alrededor de Butte. Esperaban que la huelga ayudara a asegurar salarios más altos, una jornada de ocho horas y poner fin al uso de la rustling card, un sistema que permitía a los empleadores incluir en una lista negra a los empleados involucrados en la organización sindical, entre otros objetivos. La huelga se produjo en un punto débil del movimiento sindical en Butte. La Primera Guerra Mundial había socavado el poder del Sindicato de Mineros de Butte y las minas alrededor de la ciudad eran open shops. Solo seis años antes, en 1914, el Butte Miners Union Hall había sido destruido. El aumento de los precios del cobre, los accidentes mineros fatales y el reclutamiento por parte de la IWW habían exacerbado aún más las tensiones en la ciudad. Tres años antes de la huelga, un organizador de IWW llamado Frank Little fue golpeado y colgado de un caballete del ferrocarril por asaltantes desconocidos. Así, la huelga se inició en un clima de tensión.
El día que se convocó la huelga, los manifestantes comenzaron a bloquear los caminos hacia las minas en el área, incluida la carretera Anaconda. Estos manifestantes alejaron de las minas a los mineros que no estaban en huelga. Para el segundo día de huelga, los manifestantes habían logrado cerrar casi toda la minería en Butte. El mismo día, el periódico local Butte Daily Bulletin informó que el director de Anaconda Copper Mining Company había sugerido asesinatos y ahorcamientos para ayudar a poner fin a la huelga. El día 21, el alguacil local delegó a los guardias de la mina Anaconda en un intento por contener la huelga.
Esa tarde, unos cientos de manifestantes se reunieron frente a la mina Neversweat de la empresa Anaconda. El alguacil llegó y aparentemente intentó mediar en la disputa. Sin embargo, los guardias de la mina Anaconda abrieron fuego contra los manifestantes, aunque no está clara la razón por la que comenzó el tiroteo. Dieciséis mineros fueron alcanzados y uno, Tom Manning, murió. Todos recibieron disparos por la espalda mientras intentaban huir.
Las tropas federales llegaron el 22, según las autoridades para evitar más violencia. Se suprimió un periódico laboral que escribía sobre la huelga. Tres semanas después, la huelga se derrumbó por completo y los mineros volvieron a trabajar. Nadie fue declarado culpable como resultado de la masacre, a pesar de una investigación. Durante esta, los empleados de Anaconda testificaron que les habían disparado desde una pensión al otro lado de la calle, algo que los residentes de la pensión cuestionaron. El contrainterrogatorio de los testigos por los abogados del sindicato sugirió que los empleados de Anaconda habían recibido capacitación para alinear sus historias. Los abogados de Anaconda intentaron socavar a sus acusadores señalando que algunos de los mineros habían inmigrado recientemente a Estados Unidos. Al final, el jurado declaró que Manning había sido asesinado por una bala, pero que la bala había sido disparada por personas desconocidas, y su muerte aún no se ha resuelto oficialmente.
La huelga y la masacre fueron el último conflicto laboral importante en el área hasta que la aprobación de la Ley de Recuperación Nacional en 1934 permitió el apoyo externo para ayudar a reconstruir el debilitado Sindicato de Mineros de Butte.

## En la ficción
Dashiell Hammett era agente de la Agencia Nacional de Detectives Pinkerton destinado en Butte. De ahí toma algunos antecedentes históricos sobre problemas sindicales y corrupción corporativa para su novela Cosecha roja. Un personaje del libro resume la historia con las siguientes palabras: "La huelga duró ocho meses. Ambos lados sangraron mucho. Los wobblies [Industrial Workers of the World] tuvieron que hacer su propia hemorragia. El viejo Eliú contrató a hombres armados, rompehuelgas, guardias nacionales e incluso partes del ejército regular para hacer lo suyo. Cuando se rompió el último cráneo, se pateó la última costilla, la mano de obra organizada en Personville fue un petardo usado " Su cliente justifica la violencia con: "Hijo, si no hubiera sido pirata, todavía estaría trabajando para la Anaconda por un salario, y no habría Personville Mining Corporation".